# Tri Repetae
Tri Repetae, lanzado en 1995 por Warp Records, es el tercer álbum del dúo de música electrónica Autechre. En los Estados Unidos se lanzó bajo el nombre "Tri Repetae++", con un segundo disco que incluía los EP Garbage y Anvil Vapre. En Japón el CD incluía como bonus track la canción "Medrey".
La portada del disco fue realizada por The Designers Republic y el arte del disco contó con la colaboración de Chris Cunningham. Como consta de un solo color uniforme, un sticker con el nombre de la banda y el título se agregó a la portada. El sticker de la versión en CD del disco tiene la frase "Incompleto sin sonido de superficie" y la de vinilo "Completo con sonido de superficie".

## Lista de canciones
1. "Dael" – 6:39
2. "Clipper" – 8:33
3. "Leterel" – 7:08
4. "Rotar" – 8:04
5. "Stud" – 9:40
6. "Eutow" – 4:16
7. "C/Pach" – 4:39
8. "Gnit" – 5:49
9. "Overand" – 7:33
10. "Rsdio" – 10:08
11. "Medrey" – 4:12 (Sólo incluida en la versión japonesa)

### Lista de canciones del segundo disco (versión estadounidense)
1. "Second Bad Vilbel" – 9:45
2. "Second Scepe" – 7:44
3. "Second Scout" – 7:21
4. "Second Peng" – 10:53
5. "Garbagemx36" – 14:11
6. "PIOBmx19" – 7:37
7. "Bronchusevenmx24" – 9:44
8. "VLetrmx21" - 8:27